# Autódromo Termas de Río Hondo
L'Autódromo Termas de Río Hondo és un circuit de curses de 4,805 km situat a Termas de Río Hondo, a la província de Santiago del Estero, al nord de l'Argentina. El circuit es va inaugurar el 2008 i es va sotmetre a una revisió completa i un procés de reconstrucció el 2012, basat en el disseny de l'especialista italià Jarno Zaffelli.

## Història
El circuit ha acollit al llarg dels anys proves dels campionats TC2000, Top Race V6, Turismo Nacional i Formula Renault Argentina. El 2013 va acollir les rondes 15 i 16 de la cursa de l'Argentina del WTCC i les primeres proves oficials de MotoGP i de Moto2.

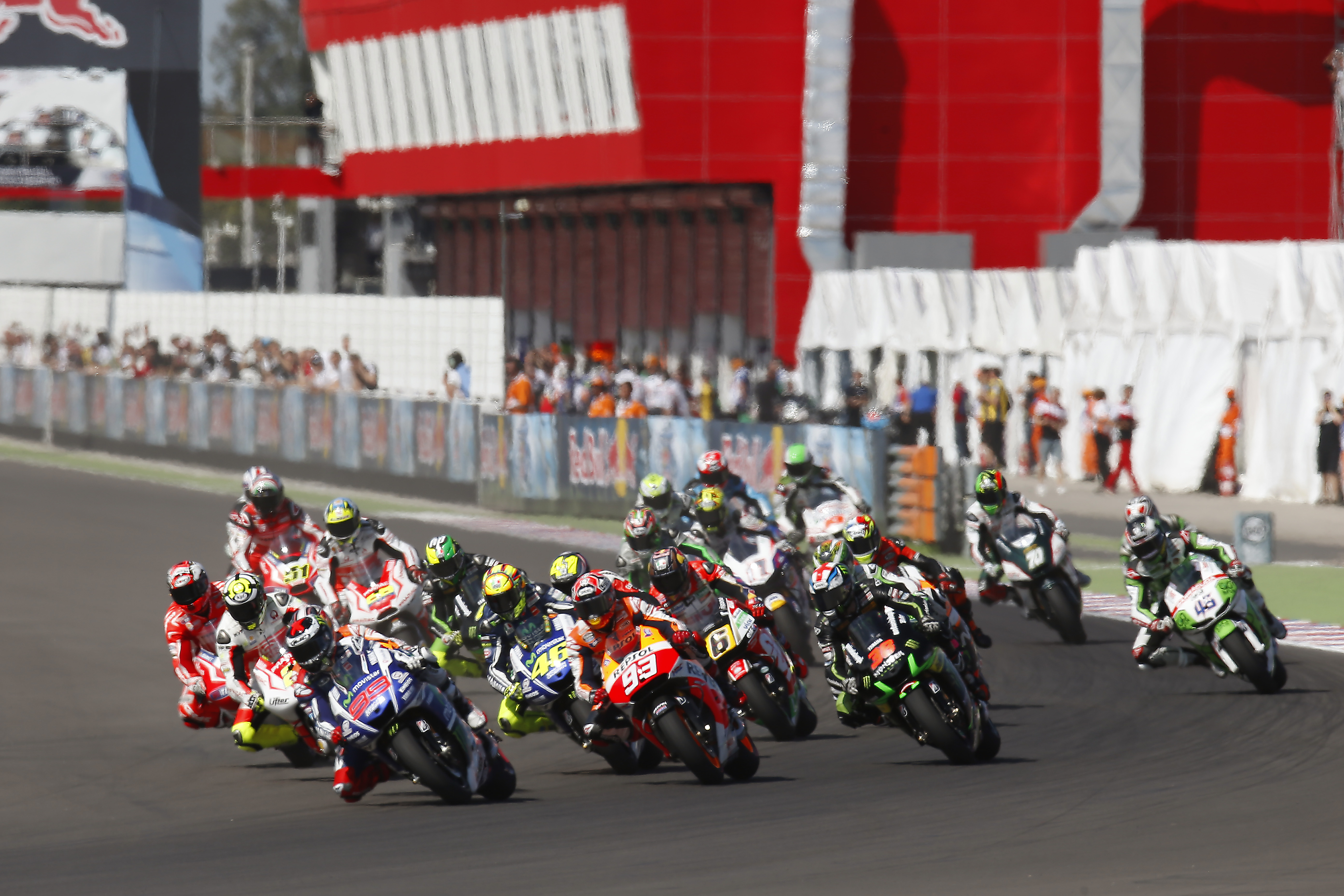
Sortida de la cursa de MotoGP del GP del

Termas de Río Hondo havia d'acollir el Gran Premi de l'Argentina de motociclisme també el 2013, però la nacionalització per part del govern de la filial local de Repsol i la consegüent cancel·lació de les exportacions de gas a l'Argentina van generar preocupació per la seguretat de l'equip de MotoGP d'Honda, patrocinat per la petroliera espanyola, cosa que obligà a ajornar un any l'esdeveniment. Finalment, les temporades del 2014 i 2015 el circuit va acollir la tercera ronda del mundial de motociclisme, recuperant doncs el Gran Premi de l'Argentina quinze anys després de la darrera edició.
El 6 de febrer del 2021, els edificis de boxs del circuit van ser destruïts a causa d'un incendi. No es va informar de víctimes humanes. Després de l'incendi, es van reconstruir la tribuna, el centre de premsa i els garatges de boxs. Les obres de reconstrucció es van completar abans del Gran Premi de l'Argentina del 2022.
El 21 de març de 2023, el director general de Penske Entertainment, Mark Miles, i el vicepresident Michael Montri van fer una visita al circuit per tal de recórrer-ne les instal·lacions i avaluar la possibilitat de celebrar-hi una futura cursa de l'IndyCar.